# Uvariopsis bakeriana
Uvariopsis bakeriana är en kirimojaväxtart som först beskrevs av John Hutchinson och John McEwan Dalziel, och fick sitt nu gällande namn av Robyns och Jean H.P.A. Ghesquière. Uvariopsis bakeriana ingår i släktet Uvariopsis och familjen kirimojaväxter. Inga underarter finns listade i Catalogue of Life.